# Arjun
Az Arjun (a Mahábhárata egyik hőse, Ardzsuna neve után) az első indiai fejlesztésű harckocsi, amelynek azonban nem teljesen sikerült megfelelnie az indiai hadsereg által támasztott igényeknek. Emiatt csak kis darabszámban, és nem sokáig (2020-ig) marad szolgálatban.

## A fejlesztés története
Az 1971-es indiai–pakisztáni háború után 1972-ben az indiai kormány – a hadsereg nyomására – elindított egy fejlesztési programot, amelynek a célja egy új alap-harckocsi létrehozása volt az 1990-es évek elejére. A fejlesztésnél alapkövetelménynek számított, hogy a harckocsit helyben tervezzék és építsék meg (Indiának ekkor már voltak tapasztalatai a harckocsigyártás terén: a brit Vickers Mk.1 alapján építették meg a Vilijanta harckocsit, a szovjet T–72M-et pedig helyben, licenc alapján gyártották). A fejlesztési program végül az MBT–80 elnevezést kapta a nyugat-európai MBT–70 nyomán. A tervek szerint az új harckocsit 120 mm-es, huzagolt csövű ágyúval, számítógépvezérelt tűzvezetőrendszerrel, valamint német motorral kellett ellátni. A fő fejlesztő a CVRDE (Combat Vehicles Researchand Development Establishment) kutatóintézet volt, amely eredetileg egy 105 mm-es ágyúval felszerelt, 40 tonnás harckocsit akart megépíteni, de a program keretében ezt 120 mm-esre cserélték, a tömegét pedig 58,5 tonnára növelték. 1974-re el is készültek a harckocsi terveivel, azonban a fejlesztés igen elhúzódott, és amellett, hogy sok pénzt emésztett fel, az első prototípust csak 1984-re sikerült végszerelni. A fejlesztések során India kiépítette a korszerű páncélzat elkészítéséhez szükséges infrastruktúrát. A prototípusokat az Avadiban található Heavy Vehicles Factory gyártotta (korábban itt készültek a Vilijanta és T–72-es harckocsik is).
1985-ben bemutatták a prototípust mint India legújabb harckocsiját, majd pedig megkezdődtek a tesztelések. 1988–89-ben a motor és a mozgékonyság tesztelése során komoly hiányosságok merültek fel, amelyeket a hadsereg minél hamarabb ki akart javíttatni. A további tesztek folyamán azonban újabb problémák jelentkeztek. 1995-re a fejlesztés költségei az eredetileg tervezett összeg hússzorosára (körülbelül 112 millió amerikai dollár) növekedtek.
Végül 1996-ban az indiai kormány beleegyezett a sorozatgyártásba (mivel felmerült a lehetősége, hogy az Indiával ellenséges viszonyban lévő Pakisztán Ukrajnából vásárol korszerű T–84-es harckocsikat). Az új harckocsi ekkor kapta az Arjun nevet. 2000-ig mintegy 1500 darab harckocsi leszállítását tervezték. 1997-ben a hadsereg megkapta az első 15 darabot, amelyeknek a tesztelése során újabb hiányosságok merültek fel (löveg pontossága, lövedék megbízhatósága). 1997 közepére ráadásul kiderült, hogy a tűzvezető rendszer nem vagy csak pontatlanul működik magas hőmérsékleten, ami – tekintve, hogy India átlaghőmérséklete magas – elég komoly problémát jelentett.
2000 közepén az Arjunnal kapcsolatban felmerült súlyos problémák miatt India elhatározta, hogy harckocsiparkjának sürgős modernizálása érdekében T–90-es harckocsikat szerez be Oroszországból.

## Fegyverzet

### Harckocsiágyú
Az Arjunt egy 120 mm-es huzagolt csövű löveggel látták el, ami különlegesség, hiszen a korszerű harckocsik közül egyedül a brit Challenger 2 kapott ilyen típusú ágyút. A löveget salakhegesztéses eljárással hegesztett, csiszolt acélból készítik (így a magas gáznyomásnak is ellenáll), amelyet hővédő köpennyel is ellátnak.
A harckocsiból a hagyományos lövedékek mellett izraeli LAHAT lézerirányítású rakéta is kilőhető. Tűzgyorsasága 6-8 lövés percenként. A harckocsiban 39 lövedék szállítható.

### Másodlagos fegyverzet
A harckocsi másodlagos fegyverzetét egy 12,7 mm-es légvédelmi géppuska (1000 darab lőszer) és egy 7,62 mm-es koaxiális géppuska (3000 darab lőszer) alkotja.

## Védelem
Az Arjun páncélzatának fejlesztése során sokat merítettek a nyugati tapasztalatokból. Amellett, hogy a harckocsit az új, indiai fejlesztésű Kanchan moduláris kompozit páncélzattal szerelték fel (amely leginkább a brit Chobham páncélzatra hasonlít), a legénységet külön megoldásokkal is védik (például integrált tűzérzékelő- és oltórendszert szereltek be). A harckocsi emellett fel van szerelve füstgránát-vetőkkel (összesen 9 darabbal) illetve lézerbemérés-jelzővel is.

## Felszereltség

### Tűzvezetés
A harckocsi tűzvezető rendszerét az izraeli Elbit védelmi vállalat gyártja. A tűzvezető rendszer két síkon stabilizált és magas találati aránnyal rendelkezik. A rendszer számítógépe automatikusan figyelembe veszi a külső tényezőket (hőmérséklet, szélerősség, szélirány, atmoszferikus nyomás).
Az Arjunt ellátták egy indiai-izraeli közös fejlesztésű Battlefield Management System-mel, vagyis egy harctéri irányítási rendszerrel, amely lehetővé teszi az egyes harckocsik elektronikus összekapcsolódását. Ez nagy segítséget jelenthet egy támadó akció során, mivel jobban összehangolható a rajtaütés.

### Tájékozódás
Az irányzó főérzékelője normál, illetve hőkép-alkotó üzemmódba állítható, emellett rendelkezik egy lézeres távolságmérővel is. Az irányzó érzékelője teljes sötétségben illetve rossz látási körülmények között is megfelelő képet ad. A parancsnok egy kétsíkú, stabilizált panoráma-periszkóppal rendelkezik.

## Mozgékonyság
Az Arjun mozgékonyságát egy MTU 838 Ka 501 típusú dízelmotor biztosítja, amely 1400 lóerő (1040 KW) teljesítmény leadására képes. A harckocsi 1610 liter üzemanyaggal 450 kilométer távolságba képes eljutni. Maximális sebessége 72 km/h műúton és 40 km/h terepen.

## Az Arjun jövője
A 2007-ben lefolytatott újabb tesztelések során bebizonyosodott, hogy az Arjun nem képes megfelelni az indiai hadsereg által támasztott összes követelménynek (például a magas hőmérsékleten gyakran lerobban, 50 fok felett pedig gyakorlatilag használhatatlan). Így nem valószínű, hogy az indiai hadsereg újabb példányokat vásárolna a már megrendelt 124 példány mellé, hanem inkább egy új harckocsi fejlesztésébe kezd, amely a tervek szerint 2020-ban fog szolgálatba állni (addig pedig a képességek fenntartása érdekében újabb T-90-eseket vásárolnak Oroszországtól, valamint helyben, licenc alapján is gyártják a típust).

## Típusváltozatok
- Tank EX: egy új típus, amely az Arjun és a T-72 keresztezéséből született: a T-72 alvázára ráépítették az Arjun lövegtornyát (jelenleg még csak prototípus létezik).
- Bhima: az Arjun 155 mm-es önjáró löveg változata. Ezt a típust az indiaiak a dél-afrikai Denel vállalattal közösen fejlesztik, amely során az Arjun alvázára a Denel által kifejlesztett (és a dél-afrikai G5 lövegnél is alkalmazott) T6 lövegtornyot építették (eddig csak a prototípus létezik).

Ezeken kívül létezik még hídépítő illetve páncélozott mérnöki jármű változata is.

## Alkalmazó
- India: 124 darab megrendelve (64 darab hadrendben)